# PhysicsOverflow
PhysicsOverflow ist eine Q&A-Webseite für Fragen (eng. questions) und Antworten (eng. answers) aus dem Bereich der Physik.

## Geschichte
PhysicsOverflow wurde im April 2014 von dem Post-Doc Rahel Knöpfel von der Universität Rostock in Mecklenburg-Vorpommern in Deutschland Oberschüler Abhimanyu Pallavi Sudhir und dem emeritierten Professor Roger Cattin von der Fachhochschule für angewandte Wissenschaft in der Schweiz gegründet.

## Moderation
PhysicsOverflow ist bekannt für eine sehr liberale Moderation und oft nur einer Bannung von Accounts für Spam, wie in den Nutzungsbedingungen der Webseite geschildert. Der Inhalt der Webseite wird ähnlich wie auf MathOverflow von der Community moderiert, obwohl es diesbezüglich bereits Ausnahmen gegeben hat. Obwohl die Moderationsrichtlinien der Website als Teil des Moderatorenhandbuchs öffentlich zugänglich sind, wurde die Website wegen der übermäßigen Verbreitung von richtlinienbezogenem Material wie den FAQ, der Liste an Rechten, der Moderatorenliste und den Community-Moderationsthreads wegen zu wenig Transparenz kritisiert. Als Reaktion darauf veröffentlichten die Administratoren der Website auf der Homepage einige Stichpunkte mit allen moderationsbezogenen Inhalten der Website.

## Rezeption
- John Baez schlug die Webseite als Plattform zur Diskussion von Forschungsfragen vor.[8]
- Greg Bernhardt, Gründer des Physics Forums, hält die Webseite für eine sehr interessante Entwicklung in für die Diskussion von Physik („very interesting development for the physics discussion communities“).[9]
- Arnold Neumaier, Professor an der Universität Wien, nutzt PhysicsOverflow als Plattform zur Diskussion zu seinem Theoretical Physics FAQ.[10]
- Luboš Motl, tschechischer Stringtheoretiker, nannte die Webseite eine vielversprechende Alternative zu Physics Stack Exchange („very promising competition [to Physics Stack Exchange]“).[11]
- Urs Schreiber sorgte für weitere Bekanntheit der Webseite und meinte, sie könnte als Katalysator dafür dienen, aktuelle Forschung in der Physik ebenso offen zu machen wie die der Mathematik.[12]
- Das kosmologische Institut der Universität Stavanger meint, dass PhysicsOverflow einige interessante Ideen implementiert („seems to implement some interesting ideas“) und ein sinnvolles System zur Überprüfung des Überprüfungsprozesses hat („it makes some sense the [sic.] review the reviewing process“).[13]